# Qarabağ FK

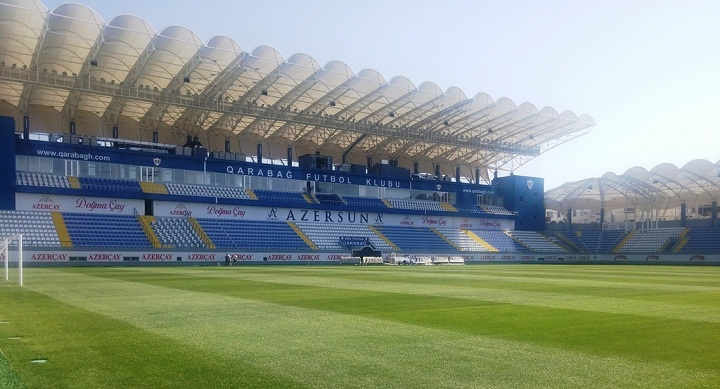
Sân nhà của Qarabağ FK

Qarabağ Futbol Klubu, thường được gọi là Qarabağ (phát âm [ɡɑɾɑbɑ'ɣ]) là một câu lạc bộ bóng đá Azerbaijan đang chơi ở Azerbaijan Premier League.Câu lạc bộ có nguồn gốc từ Agdam, một thị trấn ma hiện đang bị hủy hoại được dán nhãn là Hiroshima của Caucasus,  nhưng không được chơi ở quê nhà kể từ năm 1993 do cuộc chiến Nagorno-Karabakh. Câu lạc bộ hiện có trụ sở tại thủ đô của thành phố Baku.
Được thành lập vào năm 1987, Qarabağ là thành viên sáng lập của Giải Ngoại hạng Azerbaijan vào năm 1992. Một mùa sau đó, họ đã giành chức vô địch giải đấu đầu tiên, trở thành câu lạc bộ đầu tiên không có trụ sở tại Baku giành chức vô địch Premier League. Qarabağ là một trong hai đội ở Azerbaijan, cùng với Neftçi PFK đã tham gia tất cả các giải vô địch Premier League cho đến nay.
Qarabağ chơi các trận đấu của mình tại Đấu trường Azersun và Sân vận động Tofiq Bahramov ở Baku, cũng là nơi diễn ra các trận đấu của đội tuyển quốc gia Azerbaijan.
Năm 2014, câu lạc bộ đã vô địch Premier League, danh hiệu giải đấu đầu tiên của họ sau 21 năm.  Qarabağ đã sáu lần vô địch Premier League và Cúp Azerbaijan sáu lần.  Qarabağ trở thành đội bóng thứ hai sau Azerbaijan Neftçi PFK  để tiến tới vòng bảng của một đấu trường châu Âu, làm đầu tiên của ba mùa liên tiếp trong UEFA Europa League vòng bảng trong 2014-15. Qarabağ là đội bóng đầu tiên của Ailen tiến vào vòng bảng của UEFA Champions League cao hơn, thi đấu trong mùa giải 2017-2018.

## Danh hiệu

### USSR
- Azerbaijan SSR League
  - Vô địch: (2) 1988, 1990
- Azerbaijan SSR Cup
  - Vô địch: (1) 1990

### Azerbaijan
- Azerbaijan League
  - Vô địch: (9) 1993, 2013-14, 2014-15, 2015-16, 2016-17, 2017-18, 2018-19, 2019–20, 2021–22
- Azerbaijan Cup
  - Vô địch: (6) 1993, 2005-06, 2008-09, 2014-15, 2015-16, 2016-17
- Azerbaijan Supercup
  - Vô địch: (1) 1994